# Przyścierwek

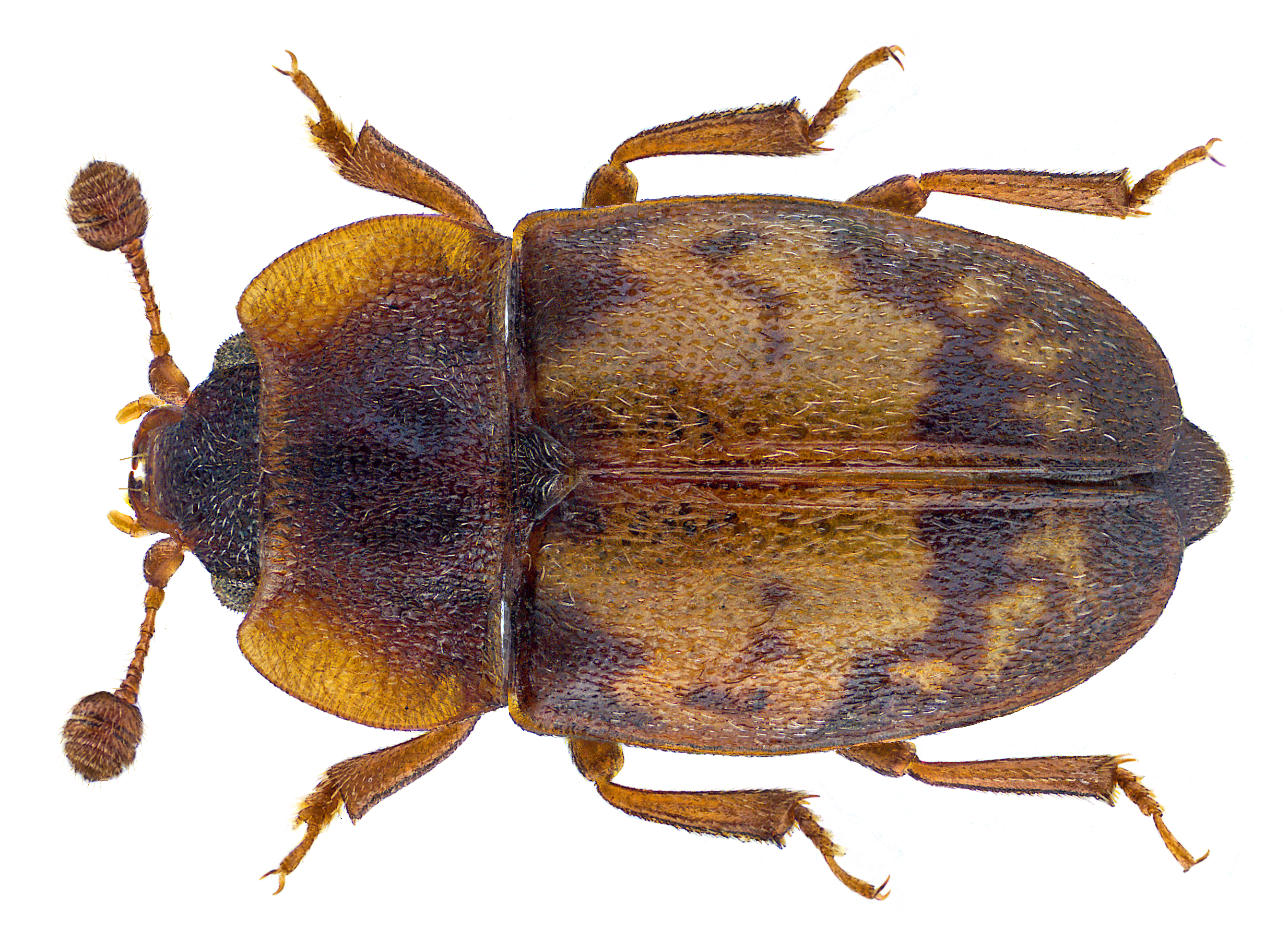
Omosita discoidea

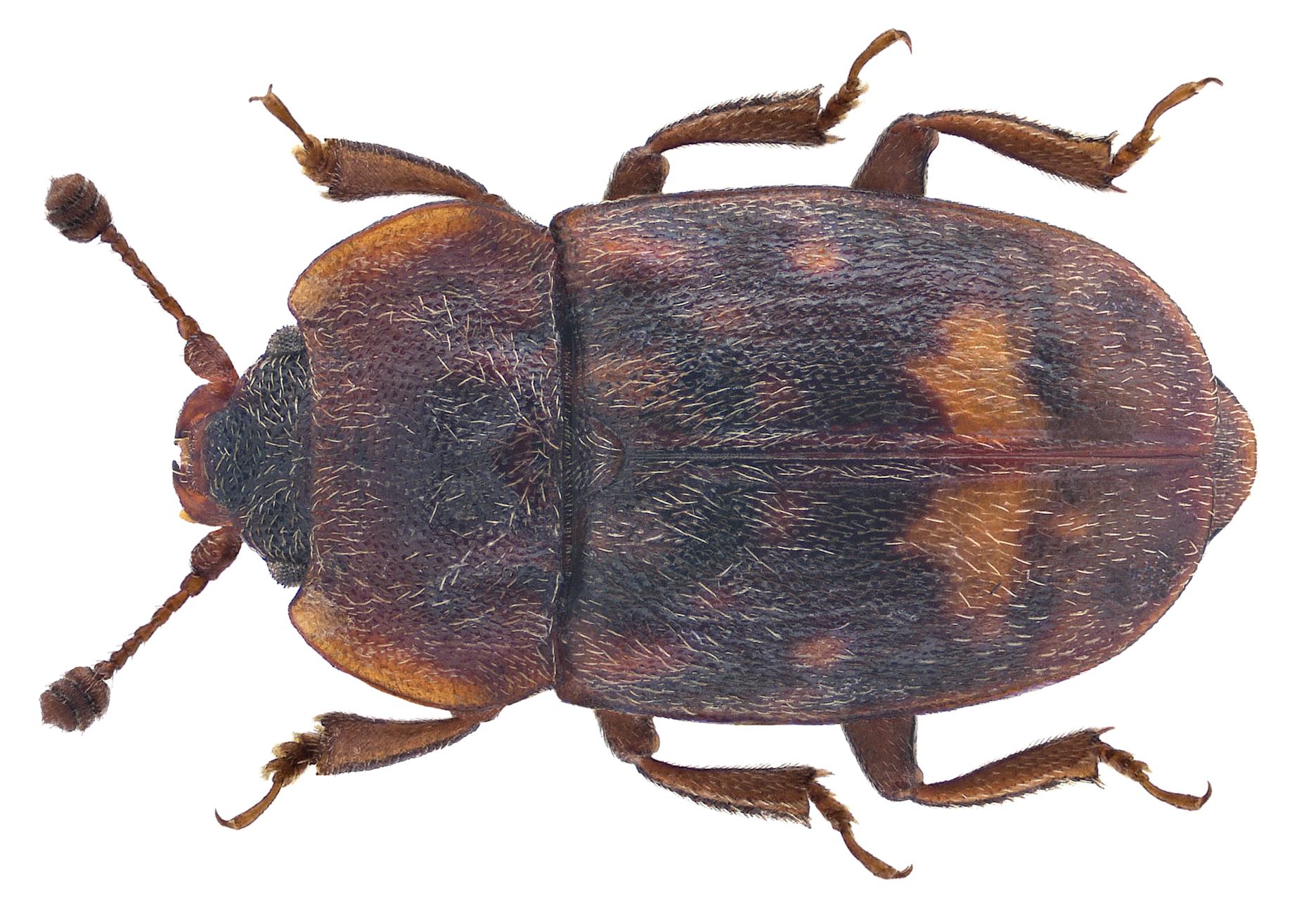
Omosita colon

Przyścierwek (Omosita) – rodzaj chrząszczy z rodziny łyszczynkowatych i podrodziny Nitidulinae. Holarktyczny, ale zawleczony do krainy australijskiej. Zarówno larwy, jak i postaci dorosłe są głównie nekrofagiczne.

## Morfologia
Chrząszcze o ciele w zarysie podługowato-owalnym, umiarkowanie od strony grzbietowej i brzusznej wypukłym, długości od 2 do 5 mm, z wierzchu z drobnym i rozproszonym punktowaniem oraz delikatnym, przeciętnie wyraźnym i rozproszonym owłosieniem. Ubarwienie mają ciemne, zwykle brunatnawe, często z jaśniejszymi, żółtawymi do rdzawych plamami na pokrywach. Czułki mają zgrubiały beczułkowato trzonek. Przedplecze ma stosunkowo szeroko rozpłaszczone brzegi boczne. W tylnej części przedplecza obecne są przed tarczką dwa płytkie, okrągłe do owalnych wgłębienia przyśrodkowe. Pokrywy cechują się wyraźnie widocznym rządkiem przyszwowym sięgającym co najmniej do połowy ich długości. Punktowanie na ich powierzchni jest nieregularne, a żeberek brak zupełnie. Boczne krawędzie pokryw i przedplecza nie są orzęsione. Przedpiersie ma stosunkowo szeroki, prawie ścięty na rozszerzonym wierzchołku wyrostek międzybiodrowy. Biodra wszystkich par odnóży są szeroko rozstawione, a odległość między pierwszą parą bioder jest większa niż szerokość goleni. Odnóża środkowej i tylnej pary mają po dwie listewki na zewnętrznych krawędziach goleni.

## Ekologia i występowanie
Zarówno larwy, jak i postaci dorosłe są przede wszystkim nekrofagami, żyjącymi na padlinie (zwłaszcza podeschniętej), świeżych i starych kościach czy skórach. Przynajmniej u części gatunków osobniki dorosłe znajdywane są jednak także w rozkładających się grzybach, wypływającym ze zranionych drzew soku, gnijącej materii roślinnej (w tym owocach), napływkach popowodziowych czy gniazdach trzmieli. Zimować mogą np. pod korą czy w kretowiskach. Odwiedzają także kwiaty o zapchu padliny, biorąc udział w ich zapylaniu.
Rodzimy zasięg rodzaju obejmuje państwo holarktyczne, przy czym sześć gatunków zamieszkuje palearktyczną, a tylko jeden naturalnie występuje w nearktycznej Ameryce Północnej. Spośród gatunków palearktycznych dwa zostały jednak do Ameryki zawleczone, a O. colon zawleczono nawet do krainy australijskiej. W Polsce stwierdzono trzy gatunki z tego rodzaju (zobacz: łyszczynkowate Polski).

## Taksonomia
Takson ten wprowadzony został w 1843 roku przez Wilhelma Ferdinanda Erichsona. Zalicza się doń osiem opisanych gatunków:
- Omosita colon (Linnaeus, 1758)
- Omosita depressa (Linnaeus, 1758) – przyścierwek dwubruzdy
- Omosita discoidea (Fabricius, 1775)
- Omosita excellentis Kirejtshuk, 1984
- Omosita funesta Reitter, 1873
- Omosita japonica Reitter, 1874
- Omosita nearctica Kirejtshuk, 1987
- Omosita nigrovaria (Fairmaire, 1849)

Znany zapis kopalny rodzaju sięga oligocenu.